# Транспортные войска Вооружённых сил Республики Беларусь
Тра́нспортные войска́ Республики Белоруссия (бел. Транспартныя войскі Узброеных сіл Рэспублікі Беларусь) — специальные войска вооружённых сил, предназначенные для выполнения задач транспортного обеспе́чения.

## История
Постановлением Совета Министров Республики Беларусь, от 20 сентября 1991 года, № 1096-XII железнодорожные войска ВС Союза ССР, дислоцирующиеся на территории Белорусской ССР позднее Республики Беларусь, были подчинены Совету Министров Республики Беларусь.
Постановлением Совета Министров Республики Беларусь № 760 «О железнодорожных войсках», от 18 декабря 1992 года, на базе 30‑й отдельной железнодорожной бригады, штаб-квартира город Минск, входившей в состав 2-го железнодорожного корпуса, ЖДВ Союза ССР были образованы Железнодорожные войска Республики Беларусь.
В ноябре 2001 года управление железнодорожных войск Республики Беларусь было преобразовано в Департамент железнодорожных войск Министерства обороны Республики Беларусь.
11 мая 2006 года Президент Республики Беларусь Александр Лукашенко подписал Указ № 312 «О некоторых мерах по совершенствованию транспортного обеспечения Вооруженных Сил, других войск и воинских формирований Республики Беларусь». Документ принят в целях создания единой системы транспортного обеспечения Вооружённых Сил, других войск и воинских формирований Беларуси. Согласно Указу на базе существующих железнодорожных, автомобильных и дорожных войск были созданы Транспортные войска Беларуси.

## Задачи

### В мирное время
- поддержание своей постоянной боевой и мобилизационной готовности;
- участие в осуществлении мероприятий по оперативному оборудованию территории Республики Беларусь;
- осуществление подготовительных мероприятий по техническому прикрытию, восстановлению, повышению живучести и пропускной способности железных и автомобильных дорог (их участков, объектов) в предполагаемых районах ведения Вооружёнными Силами, другими воинскими формированиями операций (боевых действий);
- изучение предполагаемых районов действия транспортных войск в военное время и имеющихся там железных и автомобильных дорог (их участков, объектов), определение вероятных объёмов их разрушения и ресурсов, необходимых для восстановления;
- накопление, размещение, хранение и своевременное обновление вооружения, военной и специальной техники, конструкций и других материальных средств, предназначенных для развертывания транспортных войск в военное время;
- своевременная корректировка военно-технического описания путей сообщения;
- организация воинских перевозок железнодорожным, автомобильным и воздушным транспортом;
- осуществление воинских перевозок автомобильным транспортом;
- выполнение в процессе обучения личного состава транспортных войск учебно-практических задач по строительству, реконструкции, вводу в действие, восстановлению, ремонту, содержанию железных и автомобильных дорог (их участков, объектов), других объектов транспорта;
- подготовка, переподготовка и обучение граждан, состоящих в запасе Вооружённых Сил, военно-учётным специальностям транспортных войск;
- участие в установленном порядке в ликвидации последствий чрезвычайных ситуаций природного и техногенного характера на железных и автомобильных дорогах;

### В военное время
- участие в составе Вооружённых Сил в обороне Республики Беларусь;
- обеспечение технического прикрытия, восстановления, разминирования и заграждения железных и автомобильных дорог (их участков, объектов) в районах ведения Вооружёнными Силами, другими воинскими формированиями операций (боевых действий), повышение их живучести и пропускной способности;
- наведение и эксплуатация наплавных железнодорожных и автодорожных мостов и переправ, сборка инвентарных эстакад и других технических средств;
- ремонт и восстановление специальной техники транспортных войск;
- организация воинских перевозок железнодорожным, автомобильным и воздушным транспортом;
- осуществление воинских перевозок автомобильным транспортом.

## Руководство
Органом военного управления транспортных войск является Департамент транспортного обеспечения Министерства обороны.
Общее руководство транспортными войсками осуществляет Министр обороны, а непосредственное — начальник Департамента транспортного обеспечения, назначаемый на должность Президентом Республики Беларусь. С 31.07.2012 должность занимает генерал-майор Новиков Сергей Игнатович
Полковник Шаплавский Юрий Николаевич назначен начальником Департамента транспортного обеспечения Министерства обороны.
Соответствующие Указы Глава государства Александр Лукашенко подписал 16 августа 2017г.

## Состав
- 36-я дорожно-мостовая бригада (гарнизон Жодино);
- 30-я отдельная железнодорожная Краснознамённая бригада (гарнизон Слуцк);
  - 71-й отдельный путевой железнодорожный батальон;
  - 77-й отдельный мостовой железнодорожный Краснознамённый батальон;
  - 174-й отдельный железнодорожный батальон механизации;
  - 259-й отдельный мобильно-восстановительный железнодорожный батальон;
  - Ремонтный батальон;
  - Рота материального обеспечения;
  - Школа подготовки младших специалистов;
- 65-я автомобильная бригада (гарнизон Жодино)